# 财新传媒
财新传媒（英語：Caixin Media）是中华人民共和国的一家提供财经新闻及资讯服务的全媒体机构，由前《財經》杂志總編輯胡舒立發起創建。依托专业团队和原创优势，财新经过十余年融合发展，已建立起以“新闻+数据”为两翼的业务集群，覆盖中文和英文媒体、会议、数据等多层次产品，为中国具影响力的业界受众群提供的财经新闻和资讯。

## 历史
2009年11月，胡舒立从《财经》杂志辞职。2009年12月，由胡舒立创办的财新传媒有限公司在北京成立，浙报传媒控股集团有限公司（浙报控股）出资4000万元人民币持股40%。
2012年7月19日，财新传媒公布了新一轮融资情况，腾讯成为股东之一、但不参与日常运营，浙报控股保持原有持股比例不变。根据2012年年报，浙报控股持有浙报传媒64.62%股权。
2013年12月19日，在北京举行的第四届财新峰会闭幕演讲中，华人文化产业投资基金董事长黎瑞刚宣布，华人文化产业投资基金已经入股财新传媒，黎瑞刚出任财新传媒董事长。华人文化基金日前与浙报控股签署了财新传媒股权转让协议，《财新网》的报道称，股权转让后，财新传媒既有采编方针不变。浙报控股由此全部退出财新传媒运营，财新传媒旗下《新世纪》周刊刊号将转至上海。
2015年6月30日，财新传媒宣布获得Markit公司编制的PMI（采购经理人指数）在中国的冠名权，自2015年8月起发布财新中国PMI，更名后PMI统计方法不变。
2017年10月，财新传媒宣布将自11月6日起正式启动财经新闻全面收费。
2018年2月12日，中信資本旗下私募股權基金牽頭與財新傳媒旗下財新國際聯合組成財團，以總代價1.805億美元，全數收購歐洲貨幣機構投資者集團（Euromoney Institutional Investor）旗下金融訊息數據庫《全球市場情報中心》（Global Markets Intelligence Division）。
2021年10月20日，國家網信辦公布《互聯網新聞信息稿源單位名單》，要求新聞網站轉載新聞時必須依據最新名單，若超出範圍將開罰，而財新網未被列入該名單。
2022年7月，国际报刊联盟（FIPP）发布《2022全球数字订阅报告》最新数据，财新付费订阅用户攀升至85万，位居全球第九，较2021年上半年增长了21%，成为英美之外，全球最大的付费订阅媒体。2022年11月，财新传媒社长胡舒立在第十三届财新峰会上宣布，财新传媒线上订阅，至2022年10月底，已经有90余万付费读者。
2023年6月，胡舒立在首届亚洲愿景论坛上宣布，财新全球付费用户超过100万。2024年5月31日，胡舒立在2024财新夏季峰会上透露，财新已拥有付费订户超过120万。

## 产品与服务

### 财新网
财新网由财新传媒创办。2010年1月11日正式上线。2011年9月19日完成改版。2011年9月22日，新版财新网正式发布，完成域名切换，采用了辨识度更高的新域名caixin.cn。2012年1月6日宣布正式启动新的国际顶级域名caixin.com，与此同时Caixin.cn和Caing.com两域名仍可使用。财新网是财经新闻资讯必读网站，为中国政界、金融界、产业界、学界等读者提供每日必需的高品质财经新闻、资讯、评论，以及基础金融信息服务。

### 《财新周刊》
《财新周刊》源自1988年10月创刊的《新世纪》周刊。《新世纪》周刊是中国改革开放后最早的新闻杂志之一，由中国（海南）改革发展研究院主管主办，定位为综合类新闻周刊，1988年10月由国家新闻出版署批准成立。2009年12月30日，中国（海南）改革发展研究院发表公告称：2009年12月29日，该院决定聘任胡舒立为兼职高级研究员、《新世纪》周刊总编辑；杨大明为兼职研究员、《新世纪》周刊副总编辑；苗树彬为《新世纪周刊》副总编辑；王烁为兼职研究员。2010年1月起，《新世纪》周刊改由财新传媒与中国（海南）改革发展研究院共同经营。2010年1月11日正式推出财新《新世纪》“改刊纪念号”，加强了在新媒体方面的力量。此后《新世纪》周刊主管主办单位先改为浙江日报报业集团，2014年又改为中国文史出版社。2015年3月，《新世纪》周刊正式更名为《财新周刊》。《财新周刊》是领先的财经新闻周刊，面向金融、经济、产业、投资等领域的决策层和管理层，以经济、金融、产业及其他各社会领域的新闻资讯为核心，关注改革开放，立足财经新闻，提供客观及时的独家报道、深度调查、权威分析。
| 社长 - 迟福林（？—？） - 胡舒立（2018年1月—） | 总编辑 - 苗树彬（？—2010年1月） - 胡舒立（2010年1月—2018年1月） - 王烁（2018年1月—） | 副总编辑 - 杨大明（2010年1月—？） - 苗树彬（2010年1月—？） - 程为民（？—2014年12月） |

### 《中国改革》
1986年创刊，由邓小平题写刊名。《中国改革》是政经评论双月刊。紧贴时事，评述影响中国改革进程的重大事件和焦点人物；高屋建瓴，建构转型社会的公民认识框架；服务高端，为进步中国的设计者、决策者建言。

### 《比较》
由經濟學家吴敬琏主编的經濟學學術雜誌。双月刊，每年逢双数月份出版。广采世界一流经济学家的最新理论和思想，有针对性地介绍国内外学术理论界对中国经济改革的方案设计、政策建议和评论。

### 财新国际
致力于为海外读者和专业人士提供有关中国宏观经济、金融和商业资讯的英文新闻、资讯及数据平台。财新国际不仅有PC及移动英文新闻平台Caixin、印刷刊《财新中国经济与金融》，还可提供政策分析、行业监控、数据服务和更多关于中国经济政策和金融市场的深入研究服务。

### 财新视听
财经领域音频及视频平台，聚焦国内外大事件报道，用画面与声音，洞悉财经世界。囊括新闻资讯、人物访谈、实时记录、脱口秀等节目类型。

## 政治背景
《财新》被视为中国境内仅存不多的自由派、改革派媒体，外界认为财新网背后拥有强大的政府关系。社长胡舒立曾多次因为其报道而成为舆论焦点，发表了大量揭露公司渎职、政府腐败的报道，但没有遭遇政治报复。胡舒立拒绝就她与王岐山的关系置评，并否认她工作变动背后有政治因素。
2022年11月29日，即官方公布中共前總書記江澤民死訊前一日，刊登胡舒立十年前執筆的近兩萬字的長文，稱許江澤民對建立市場經濟的貢獻，被外界解读为“借古讽今”。
2023年12月，《财新周刊》刊出的年终社论《重温实事求是思想路线》，借邓小平言论批判当今社会，以文革历史暗讽官方在经济濒临崩溃的背景下仍坚称“形势大好”。文章在中国社交媒体上广为传播，但很快被中国网管部门封杀，刊出隔天即遭到下架。另一篇在2023年最后一天刊登的“2023终有一别”专题纪念2023年辞世的多位中外人物，包括中国前总理李克强、美国前国务卿亨利·基辛格、中国流亡医生高耀洁、曾批评中国国内司法制度的民法学者江平、最先公开SARS真相的“吹哨人”北京军医蒋彦永、1994年铊中毒案受害者朱令等人物，该专题也在发布当天晚上遭屏蔽下架，但在海外社媒平台上广为传播。与此同时，财新社长胡舒立的微博所有帖子被隐藏，原因不明。
2024年1月，財新網發布長篇報導《嫌疑人孫任澤之死》，講述2018年3月新疆伊犁州霍城縣警方對犯罪嫌疑人孫任澤刑訊逼供，導致對方死亡的案件，而涉案八名警察最終分別被法院以故意傷害罪判處三年至十三年不等的有期徒刑。報導原文隨後被刪除。

## 争议事件
2015年3月，《财新周刊》2015年第12期在《权力猎手郭文贵》报道中，宣称揭开政泉控股老板郭文贵的政商关系，并指控郭文贵涉入2015年1月16日落马的中华人民共和国国家安全部副部长马建及国安系统，被BBC中文网认为是胡舒立团队继《谁的鲁能》之後的重大调查报道。随后郭文贵公开掀起与财新传媒方面的口水战，郭公開指稱胡舒立系時任中共中央政治局常委、中紀委書記王岐山的姘婦，造成巨大社會反響。3月30日财新传媒发表声明，指郭文贵造谣侮辱胡舒立人格，已向警方报案。同时，财新传媒宣佈将到香港起诉郭文贵及曾采访郭文贵的《香港商报》与《香港苹果日报》等媒体，称郭文贵透过媒体传播虚构事实、败坏财新传媒总编辑胡舒立的人格，使财新传媒公信力受损。
2018年11月11日晚间，正在福建省泉州市采访泉港碳九泄漏事件的《财新周刊》女记者周辰，被四名疑似警务人员直接刷房卡进入其客房。当时在床上的周辰被带头的警员直接勒令出示中华人民共和国居民身份证，客房被随行协警搜查，整个过程未出示过搜查证和其他证明文件。警務人員聲稱這是一起「精準抓嫖」的普遍性檢查，但是周辰詢問櫃檯後得知，警務人員是直接地前往她的房間，並且沒有其他房間出現被檢查的情形。11月20日，泉州市公安局通报，经泉州市公安局党委研究决定，责成泉港公安分局副局长、山腰派出所所长陈宾阳向市公安局党委作深刻检讨；责令泉港公安分局山腰派出所民警陈华山停职检查。

## 外部連結
- 官方网站
- 财新网的新浪微博
- 财新周刊的新浪微博
- 财新视听的新浪微博
- 财新数据通的新浪微博
- 财新国际的新浪微博
- 财新mini的新浪微博